# Vera Ludwig
Vera Ludwig (* 5. Mai 1978 in Detmold) ist eine deutsche Lyrikerin.

## Leben und Werk
Vera Julia Ludwig wurde 1978 im nordrhein-westfälischen Detmold geboren. Nach ihrem Abitur 1997 am Christian-Dietrich-Grabbe-Gymnasium studierte sie an der Universität zu Köln Sonderpädagogik auf Lehramt mit dem Unterrichtsfach Deutsch. Im Jahr 2004 begann sie mit dem Referendariat an einer Förderschule in Gütersloh. Von 2006 bis 2008 arbeitete sie als Sonderschullehrerin zunächst in Beckum, später dann wieder an ihrer Ausbildungsschule in Gütersloh.
Neben ihrer beruflichen Tätigkeit als Lehrerin entwickelte Ludwig ihr Talent in der schreibenden Zunft, bevorzugt in der Lyrik. Ihre erste Veröffentlichung stammt aus dem Jahre 2000, wo sie mit Gedichten in der Lyrik-Anthologie „Junge Lyrik II“ vertreten war. Von 1999 bis 2002 brachte der Martin Werhand Verlag drei Lyrikbände heraus,  in denen jeweils 750 Gedichte von 50 jungen, bisher unveröffentlichten Autoren enthalten waren. Damit verbunden war eine Lesungsreihe, bei der einige der Autoren, unter anderem auch Vera Ludwig, an der Universität zu Köln ihre Werke vortrugen. Weitere Gedichte von Vera Ludwig finden sich 2002 auch in der Lyrik-Anthologie Junge Lyrik III. Im März 2016 erschien schließlich ihr erster eigener Gedichtband Sandtropfen in der Reihe 50 Gedichte im Martin Werhand Verlag. Ihre zweite Lyrikpublikation folgte ein halbes Jahr später im September 2016 unter dem Titel Horizont in der Reihe 100 Gedichte im selben Verlag. Im November 2016 trat sie mit ihrem Vater Johann Georg Ludwig mit dem Projekt Lyrik und Malerei im Dialog an die Öffentlichkeit. Die Lyrik von Vera Ludwig ist gekennzeichnet durch eine direkte oder metaphorische, psychologisch-motivierte Bildsprache eines Erich Fried oder einer Sarah Kirsch.
Vera Ludwig lebt und arbeitet in Gütersloh.

## Einzelbände
- Sandtropfen. 50 Gedichte. Martin Werhand Verlag, Melsbach 2016, ISBN 978-3-943910-25-4.
- Horizont. 100 Gedichte. Martin Werhand Verlag, Melsbach 2016, ISBN 978-3-943910-31-5.

## Anthologien
- Junge Lyrik II – 50 Dichterinnen und Dichter. Anthologie, Martin Werhand Verlag, Melsbach 2000, ISBN 3-9806390-0-2.
- Junge Lyrik III – 50 Dichterinnen und Dichter. Anthologie, Martin Werhand Verlag, Melsbach 2002, ISBN 3-9806390-3-7. Auch zweite, überarbeitete Auflage 2003.